# Wohn- und Wirtschaftsgebäude Kirchenstraße 19
Das Wohn- und Wirtschaftsgebäude Kirchenstraße 19 nordwestlich der Kirche, im Zentrum der niedersächsischen Gemeinde Loxstedt, im Landkreis Cuxhaven, stammt aus dem Anfang des 19. Jahrhunderts. Aktuell (2024) wird es als Wohnhaus und landwirtschaftlich genutzt.
Das Gebäude steht unter Denkmalschutz (siehe auch Liste der Baudenkmale in Loxstedt).

## Beschreibung
Das eingeschossige giebelständige Wohn- und Wirtschaftsgebäude als Vierständer-Hallenhaus in Backstein, mit reetgedecktem Krüppelwalmdach, Niedersachsengiebel mit Uhlenloch und Grooter Door mit Korbbogen sowie Rundbogenfenstern im Wirtschaftsgiebel, wurde 1864 (Inschrift) gebaut.
Das Landesdenkmalamt befand u. a.: „… massives regionstypisches Gebäude in Form eines Vierständer-Hallenhauses ….“